# Vita Cola

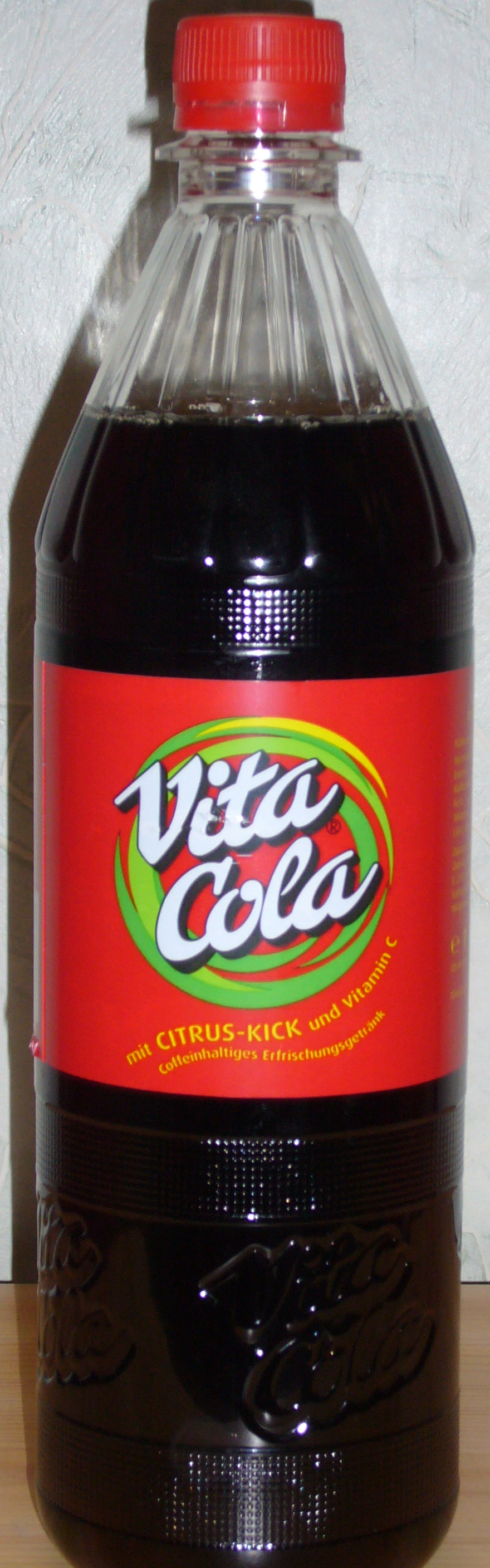
Een fles Vita Cola

Vita Cola /ˈviːta ˈkoːla/ is een colamerk dat wordt geproduceerd in het oosten van Duitsland. Het was oorspronkelijk een imitatie van Coca-Cola, destijds geproduceerd en verspreid in de voormalige DDR. Vita Cola werd geïntroduceerd in 1957 en gebruikt sindsdien nog steeds dezelfde, nog altijd geheime, receptuur.
Na de val van de Berlijnse Muur en het IJzeren Gordijn in 1989 werd Vita Cola al gauw beduidend minder verkocht en namen Westerse colamerken de markt over. Maar door de opkomst van de Ostalgie werden vele oude Oost-Duitse producten terug op de markt gebracht. Vita Cola was hiervan een van de meest populaire. Het bedrijf Thüringer Waldquell bemachtigde de rechten op zowel het merk als de receptuur en begon in 1994 met de hernieuwde productie van Vita Cola. Momenteel is het merk sponsor van voetbalclub FC Hansa Rostock.
De smaak van Vita Cola kan het best worden omschreven als cola-achtig met een sterke bijsmaak van citroen en fruit. Het is duidelijk minder zoet dan de bekende cola's als Coca-Cola of Pepsi, en ook minder zoet dan het eveneens Duitse merk Afri-Cola. Vanwege de aanwezigheid van citrus- en andere vruchten heeft de drank een wat olie-achtige samenstelling.